# Narella gilberti
Narella gilberti is een zachte koraalsoort uit de familie Primnoidae. De koraalsoort komt uit het geslacht Narella. Narella gilberti werd in 1911 voor het eerst wetenschappelijk beschreven door Thomson. 